# 12-Stunden-Rennen von Bathurst

Streckenlayout des Mount Panorama Circuit

Das 12-Stunden-Rennen von Bathurst ist ein jährlich auf dem Mount Panorama Circuit in Australien ausgetragenes Langstreckenrennen für GT-Rennwagen und Serienfahrzeuge. Nachdem es 1995 für einige Jahre eingestellt wurde, wird es seit 2007 erneut veranstaltet. Seitdem findet das Rennen jedes Jahr im Frühjahr statt.

## Die Rennstrecke
Das Rennen fand einmal 1995 auf dem Sydney Motorsport Park und sonst ausschließlich auf dem Mount Panorama Circuit in Bathurst (New South Wales) statt.
Die Strecke zeichnet sich durch ihre Steigung von 16 % und ihrer Länge von über 6 Kilometern aus. Sie führt über öffentliche Straßen, die für das Rennen gesperrt werden. Sie ist eine Herausforderung für die Fahrer, weil sie nach schnellen Geraden, auf denen die Wagen Geschwindigkeiten von 300 km/h erreichen, in enge Schikanen einbiegen.
Im Gegensatz zu vielen Langstreckenläufen beginnt das Rennen bereits früh am Morgen und endet am Abend.

## Geschichte

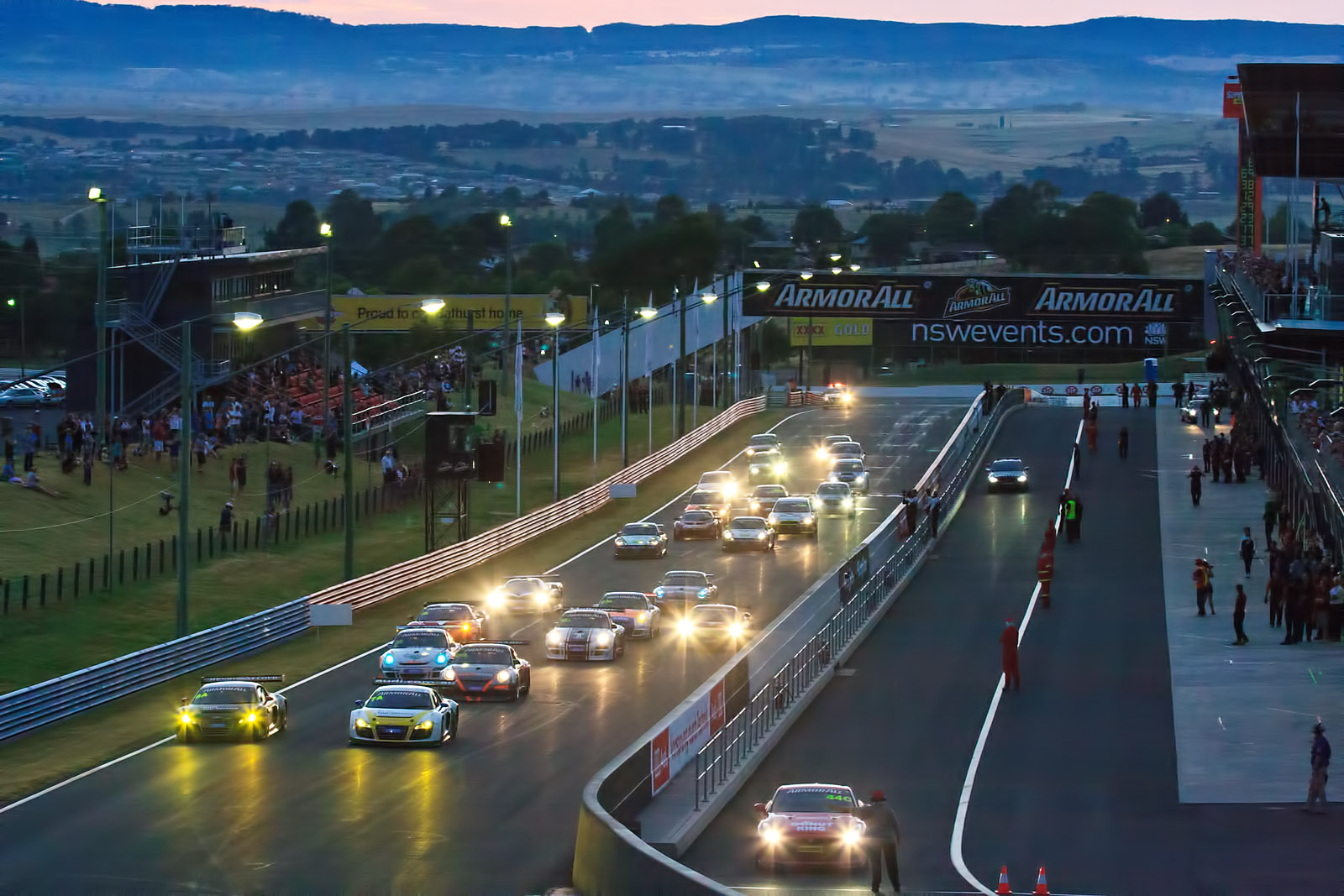
Rennstart im Jahr 2011

Das erste Rennen wurde 1991 ausgetragen, als ein lokaler Förderer ein Rennen für Serienfahrzeuge ausschrieb. GT-Rennwagen waren zu der Zeit allerdings noch nicht erlaubt. Dank der Popularität wurde es erneut veranstaltet, jedoch aufgrund finanzieller Schwierigkeiten 1995 in den Sydney Motorsport Park verschoben und im Folgejahr völlig beendet. 
15 Jahre später wurde dank des Promoters James O’Brien das Rennen erneut ausgetragen, zum ersten Mal auch mit verschiedenen Rennklassen. Zu dem Auftaktrennen traten 32 Wagen an. Dank der größeren Bekanntheit wurde im Jahr 2011 die GT3-Klasse in das Rennen integriert. Im selben Jahr kam eine Partnerschaft mit der 24H Series zustande, mit dem Ziel, mehr Aufmerksamkeit für das Rennen zu erreichen. Dennoch fielen die Zahlen der teilnehmenden Rennwagen innerhalb eines Jahres von 42 auf 26. Die Rettung kam vom Audi-Team, wegen seines Siegs konnte sich das Rennen international als große und preisträchtige Veranstaltung etablieren. Dies zeigte Wirkung, bereits 2013 erhöhte sich die Teilnehmerzahl auf 49. 
In den Folgejahren kam es immer wieder zu knappen Entscheidungen, das Rennen konnte seine Bekanntheit sichern. Dementsprechend wurde es 2016 zum Auftakt der damals neuen Intercontinental GT Challenge.
Nachdem es in der Corona-Pandemie nicht ausgetragen wurde, wurde es 2022 von Februar auf Mai verschoben.
Nachdem für einige Jahre Liqui Moly als Hauptsponsor fungierte, übernahm 2024 Repco diese Rolle.

## Gesamtsieger
| Jahr      | Team                                | Fahrer                                                    | Fahrzeug                  | Runden            |
| --------- | ----------------------------------- | --------------------------------------------------------- | ------------------------- | ----------------- |
| 1991      | Fitzgerald Racing                   | Nigel Arkell Peter Fitzgerald Allan Grice                 | Toyota Supra Turbo        | 242               |
| 1992      | Mazda Australia                     | Mark Gibbs Charlie O’Brien Garry Waldon                   | Mazda RX-7                | 254               |
| 1993      | Mazda Australia                     | Alan Jones Garry Waldon                                   | Mazda RX-7                | 263               |
| 1994      | Mazda Motorsport                    | Neil Crompton Gregg Hansford                              | Mazda RX-7                | 262               |
| 1995      | Mazda Motorsport                    | John Bowe Dick Johnson                                    | Mazda RX-7                | 409               |
| 1995-2007 | Nicht ausgetragen                   | Nicht ausgetragen                                         | Nicht ausgetragen         | Nicht ausgetragen |
| 2007      | Eastern Creek Karts P/L             | Craig Baird Garry Holt Paul Morris                        | BMW 335i                  | 257               |
| 2008      | SKWIRK.com                          | Graham Alexander Rod Salmon Damien White                  | Mitsubishi Lancer Evo IX  | 253               |
| 2009      | Team Mitsubishi Ralliart Australia  | Tony Longhurst Rod Salmon Damien White                    | Mitsubishi Lancer Evo IX  | 239               |
| 2010      | Eastern Creek International Karting | John Bowe Garry Holt Paul Morris                          | BMW 335i                  | 202               |
| 2011      | Joest Racing                        | Marc Basseng Christopher Mies Darryl O’Young              | Audi R8 LMS GT3           | 292               |
| 2012      | Team Phoenix                        | Darryl O’Young Christer Jöns Christopher Mies             | Audi R8 LMS GT3           | 270               |
| 2013      | Erebus Motorsport                   | Thomas Jäger Alexander Roloff Bernd Schneider             | Mercedes-Benz SLS AMG GT3 | 268               |
| 2014      | Maranello Motorsport                | John Bowe Peter Edwards Craig Lowndes Mika Salo           | Ferrari 458 Italia GT3    | 296               |
| 2015      | NISMO Athlete Global Team           | Katsumasa Chiyo Wolfgang Reip Florian Strauss             | Nissan GT-R NISMO GT3     | 269               |
| 2016      | Tekno Autosports                    | Álvaro Parente Shane van Gisbergen Jonathon Webb          | McLaren 650S GT3          | 297               |
| 2017      | Maranello Motorsport                | Craig Lowndes Jamie Whincup Toni Vilander                 | Ferrari 488 GT3           | 290               |
| 2018      | Audi Sport Team WRT                 | Robin Frijns Stuart Leonard Dries Vanthoor                | Audi R8 LMS GT3           | 271               |
| 2019      | Earl Bamber Motorsport              | Dirk Werner Dennis Olsen Matt Campbell                    | Porsche 911 GT3 R         | 312               |
| 2020      | Bentley Team M-Sport                | Jules Gounon Jordan Pepper Maxime Soulet                  | Bentley Continental GT3   | 314               |
| 2021      | Nicht ausgetragen                   | Nicht ausgetragen                                         | Nicht ausgetragen         | Nicht ausgetragen |
| 2022      | Triple Eight Race Engineering       | Kenny Habul Martin Konrad Jules Gounon Luca Stolz         | Mercedes-AMG GT3 Evo      | 291               |
| 2023      | SunEnergy1 AKKodis ASP Team         | Kenny Habul Jules Gounon Luca Stolz                       | Mercedes-AMG GT3 Evo      | 323               |
| 2024      | Manthey-Racing                      | Ayhancan Güven Laurens Vanthoor Matt Campbell             | Porsche 911 GT3 R (992)   | 275               |
| 2025      | Team WRT                            | Augusto Farfus Kelvin van der Linde Sheldon van der Linde | BMW M4 GT3                | 306               |